# Scapania aconiensis
Scapania aconiensis là một loài rêu trong họ Scapaniaceae. Loài này được De Not. mô tả khoa học đầu tiên năm 1865.
Danh pháp khoa học của loài này chưa được làm sáng tỏ. 